# Los bajos fondos

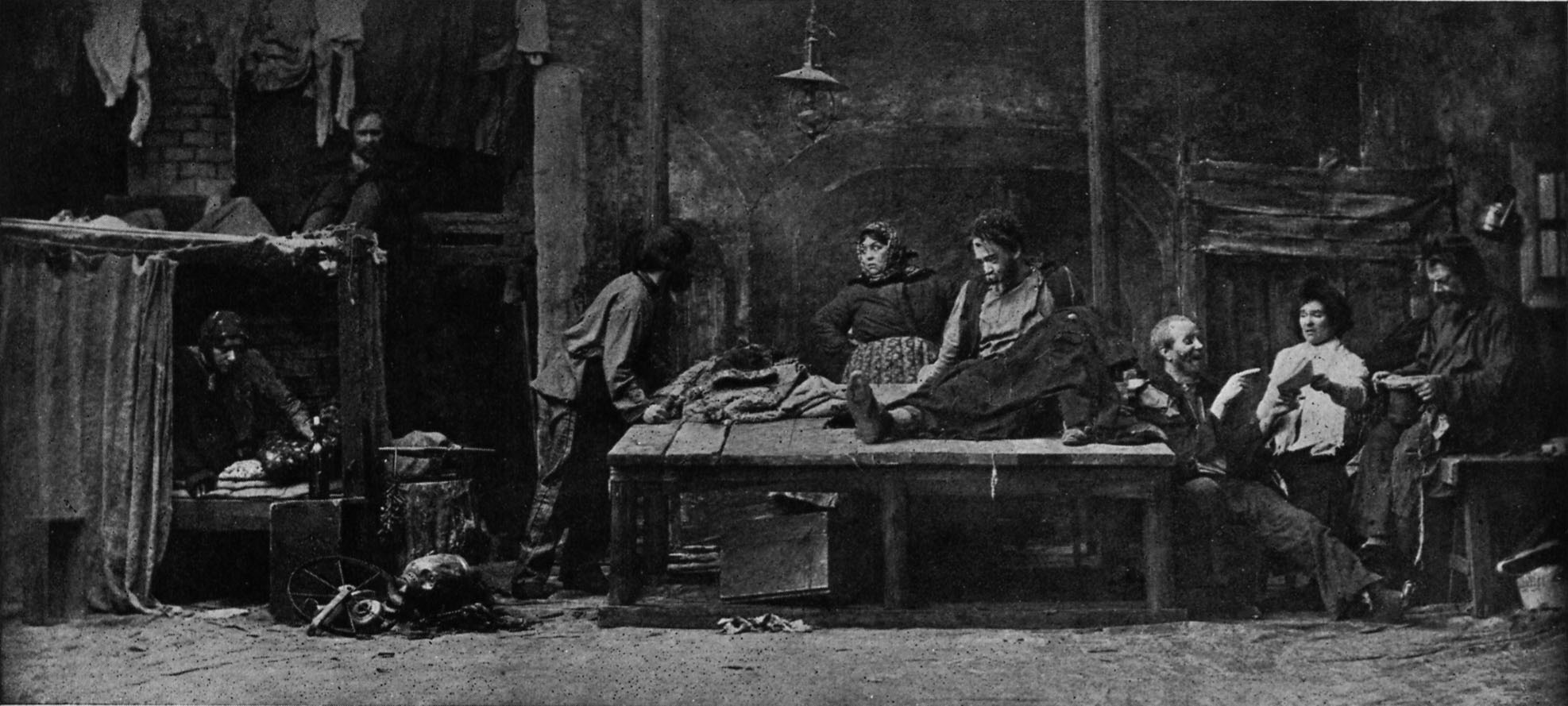
Escena de la obra por el Teatro de Arte de Moscú, 1902.

Los bajos fondos (en ruso На дне - en alfabeto latino Na dnié) es una obra de teatro de Máximo Gorki que relata la historia de personajes de las clases bajas de la antigua Rusia zarista, inspirados sobre todo en las de Nizhny Nóvgorod. 
Gorki intentó aplicar un gran realismo a los personajes, contando con fotografías reales de los bajos fondos de la ciudad.[cita requerida]

## Adaptaciones
Se han realizado varias adaptaciones para cine y televisión, entre las que destacan las de los directores Jean Renoir y Akira Kurosawa. 